# Ruta Nacional 43 (Colombia)
La Ruta Nacional 43 es una ruta colombiana de tipo troncal que inicia en el municipio de Paicol (aunque actualmente inicia en el Cruce Tesalia en el municipio de Tesalia) , departamento del Huila saliendo del tramo 2402 de la Ruta Nacional 24 y finaliza en el sitio de Ye de Arjona (municipio de Astrea), departamento de Magdalena. Su ramal 43CS02 extiende la vía hasta el sitio de Cuatrovientos (Municipio de El Paso), departamento del Cesar donde cruza con el tramo 4516 y el ramal 45CS09 de la Ruta Nacional 45. Es una ruta troncal que va paralela al Río Magdalena en los departamentos de Huila, Tolima y Magdalena. 

## Descripción de la Ruta
La Ruta posee una longitud total de 278,75 km dividida de la siguiente manera:

### Ruta Actual[1]
| Código   | Tipo     | Recorrido                        | Clasificación SINC                  | PR Inicial | PR Final | Longitud km. |
| -------- | -------- | -------------------------------- | ----------------------------------- | ---------- | -------- | ------------ |
| 4301     | Tramo    | Cruce Tesalia - Teruel           | Alternas a la Troncal del Magdalena | 0+0000     | 49+0500  | 49,50        |
| 4305     | Tramo    | Ibagué - Mariquita               | Alternas a la Troncal del Magdalena | 0+0000     | 105+0193 | 105,19       |
| 4313     | Tramo    | El Banco - Arjona - Ye de Arjona | Transversal Depresión Momposina     | 0+0000     | 73+0754  | 73,75        |
| 43CS02   | Ramal    | Ye de Arjona - Cuatrovientos     | Transversal Depresión Momposina     | 0+0000     | 31+0860  | 31,86        |
| 43HL02   | Ramal    | Casa Blanca - Neiva              | Alternas a la Troncal del Magdalena | 10+0560    | 20+0054  | 9,49         |
| 43HL02-1 | Subramal | EL Juncal - Casa Blanca          | Alternas a la Troncal del Magdalena | 0+0000     | 8+0962   | 8,96         |

- Total kilómetros a cargo de INVIAS: 155,11 km.
- Total Kilómetros en concesión por la ANI: 123,64 km.
- Total Kilómetros en concesión departamental: 00,00 km.
- Total tramos (incluido tramos alternos): 3
- Total pasos o variantes: 0
- Total ramales: 2
- Total subramales: 1
- Porcentaje de vía en Doble Calzada: 0%
- Porcentaje de Vía sin pavimentar: 0%

### Ruta eliminada o anterior[1]
| Código   | Tipo     | Recorrido                     | Situación Actual |
| -------- | -------- | ----------------------------- | --- |
| 4301     | Tramo    | Teruel - Palermo              | - 4301 Carretera Secundaria Departamental |
| 4302     | Tramo    | Palermo - Gaitania            | - 4302HL Carretera Secundaria Departamental (Palermo - Límite Tolima) - Sin Nomenclatura Carretera Terciaria Municipal (Límite Tolima - Gaitania) |
| 4303     | Tramo    | Gaitania - San Antonio        | - Sin Nomenclatura Carretera Terciaria Municipal (Gaitania - Planadas) - Sin Nomenclatura Carretera Terciaria Municipal (Planadas - Chaparral) - 3601 Carretera Secundaria Departamental (Chaparral - Maito) - 4303 Carretera Secundaria Departamental (Maito - San Antonio) |
| 4304     | Tramo    | San Antonio - Ibagué          | - 4304 Carretera Secundaria Departamental ( San Antonio - El Carmen de Bulira) - Sin Nomenclatura Carretera Terciaria Municipal (El Carmen de Bulira - Ibagué) |
| 4305     | Tramo    | Mariquita - Norcasia          | - Sin Nomenclatura Carretera Terciaria Municipal (Mariquita - Victoria) - 17890 Carretera Terciaria Municipal (Victoria - Norcasia) |
| 4312     | Tramo    | Ye de Arjona - Pueblo Nuevo   | - 4313 Carretera Secundaria Departamental |
| 4313     | Tramo    | Pueblo Nuevo - Si Dios Quiere | - 4314 Carretera Secundaria Departamental |
| 43CS01   | Ramal    | Ramal a Chimichagua           | - Carretera Secundaria Departamental (43CS01) |
| 43HL01   | Ramal    | Ramal a Teruel                | - Vía Urbana de Teruel |
| 43HL02   | Ramal    | Palermo - Casa Blanca         | - 43HL02 Carretera Secundaria Departamental |
| 43HL03   | Ramal    | Guásimos - Santa María        | - 43HL03 Carretera Secundaria Departamental |
| 43HL04   | Ramal    | Ramal a Yaguará               | - 43HL04 Carretera Secundaria Departamental |
| 43TL01   | Ramal    | Los Guayabos - Roncesvalles   | - 43TL01 Carretera Secundaria Departamental |
| 43HL02-1 | Subramal | El Juncal - Yaguará           | - 43HL02-2 Carretera Secundaria Departamental |

## Municipios
Las ciudades y municipios por los que recorre la ruta son los siguientes:
Convenciones:
- Fondo Azul : Recorrido actual.
- Fondo Gris : Recorrido anterior.
- Negrita: Cabecera municipal.
- Texto azul: Ríos.
- Texto verde: Parques nacionales.

| Tramo | Municipio             | Recorrido | Departamento |
| ----- | --------------------- | --- | ------------ |
| 4301  | Tesalia               | Cruce Tesalia (Cruce 2402 ); Tesalia (Cruce 24HL03 ); El Dave (Acceso 43HL05 a Nátaga); Pacarni (Acceso 20352 a Rionegro); Río Pacarni; Alto del Fical.                                          | Huila        |
| 4301  | Iquira                | Iquira; Cruce (Acceso 43HL06 a Yaguara); Dinde. | Huila        |
| 4301  | Teruel                | Río Pedernal (Acceso 43HL04 a Yaguara); El Paraíso; Teruel. | Huila        |
| 4301  | Teruel                | Teruel; Loma Costeña; | Huila        |
| 4301  | Palermo               | El Triunfo; Palermo. | Huila        |
| 4302  | Palermo               | Palermo; Río Bache; Guasimos (Acceso 43HL03 a Santa María); (Acceso 43HL09 a San Luis); Límites Tolima.                                                                                          | Huila        |
| 4302  | Planadas              | Gaitania. | Tolima       |
| 4303  | Planadas              | Gaitania; Río Claro; Sur de Ata; Río Atá; Cruce acceso a San Miguel; Planadas; El Playón; Caño Fisto.                                                                                            | Tolima       |
| 4303  | Ataco                 | El Cóndor; Río Atá; El Progreso; Santiago Pérez; Agua Dulce; Dos Aguas; Las Señoritas (Acceso a Ataco)                                                                                           | Tolima       |
| 4303  | Chaparral             | La Línea; Río Amayá; Chaparral; Maito (Acceso 3601 a Rioblanco). | Tolima       |
| 4303  | San Antonio           | Los Mangos; El Lugo; Río Tetuán; Buena Vista; San Antonio. | Tolima       |
| 4304  | San Antonio           | San Antonio; Río Lejía Baja; Barro Blanco; Villahermosa; Los Guayabos (Acceso 43TL01 a Roncesavalles); La Florida; Río Cucuana; Playarrica                                                       | Tolima       |
| 4304  | Róvira                | San Pedro; La Reforma; El Corazón; Río Cucuana; Hacienda la Salina; El Real; Róvira; Río Coello.                                                                                                 | Tolima       |
| 4304  | Ibagué                | El Carmen del Bulira; Cueva de las Calaveras; Cerco de Piedra; Hacienda Bulira; Guadual; El Totumo; Río Combeima; Puente Róvira (Cruce 40TLC y 40TLF ); Parque Mirolindo (Cruce 40TLC ); Ibagué. | Tolima       |
| 4305  | Ibagué                | Ibagué (Cruce 40TLG ); Acceso Chucuní; | Tolima       |
| 4305  | Alvarado              | Río Alvarado; Alvarado (Acceso 43TL03 a Piedras); Acceso a Caldas Viejo; Río La China; Cabecera de Llano (Acceso 43TL04 a Anzoategui); Río Totaré.                                               | Tolima       |
| 4305  | Venadillo             | Paloyavo (Acceso 43TL13 a Ambalema); Venadillo; Río Venadillo; La Sierrita (Acceso 43TL13 a Santa Isabel); Río Recio.                                                                            | Tolima       |
| 4305  | Lérida                | La Sierra (Acceso 43TL07 a Ambalema); Lérida (Acceso 43TL10 a Ambalema); Quebrada El Jordán; Quebrada El Sitio; Río Lagunilla (Cruce 50A01 y 50A02 )                                             | Tolima       |
| 4305  | Armero                | Armero antiguo (Acceso 43TL11 a Frías y acceso 43TL08 a Méndez); Río Sabandija; Guayabal; Nuevo Horizonte; Fundadores; San Felipe; Río Guamo                                                     | Tolima       |
| 4305  | Falan                 | Área rural; Río Guamo. | Tolima       |
| 4305  | Mariquita             | Mariquita (Cruce 5007 ). | Tolima       |
| 4304  | Mariquita             | Cruce 5007 ; Río Sucio; Río Medina; Río Guarinó | Tolima       |
| 4304  | Victoria              | Victoria; Cañaveral; Fierritos (Acceso 52CL01 a Samaná); La Pradera; Guayana; Montenegro; K35.                                                                                                   | Caldas       |
| 4304  | Norcasia              | Río La Miel; Norcasia. | Caldas       |
| 4313  | El Banco              | El Banco (Cruce 7805 ); El Trébol; San José. | Magdalena    |
| 4313  | Chimichagua           | Chimichagua (Acceso por ramal 43CS01 ); Mandiguilla; El Canal; | Cesar        |
| 4313  | Astrea                | Arjona; Ye de Arjona (Ramal 43CS02 a Cuatrovientos donde cruza con 4516 ). | Cesar        |
| 4312  | Astrea                | Ye de Arjona | Cesar        |
| 4312  | Pijiño del Carmen     | Área rural. | Magdalena    |
| 4312  | Santa Ana             | Área rural. | Magdalena    |
| 4312  | Ariguaní (El Difícil) | El Carmen de Ariguaní; Pueblo Nuevo (Cruce 8002 , 8003 y 80MGA ). | Magdalena    |
| 4313  | Ariguaní (El Difícil) | Pueblo Nuevo (Cruce 80MGA ); Alejandría. | Magdalena    |
| 4313  | Sabanas de San Ángel  | Casa de tabla; Pamalito; La Horqueta; (Acceso 80MG03 a San Ángel). | Magdalena    |
| 4313  | Algarrobo             | Algarrobo; Si Dios Quiere (Cruce 4518 ). | Magdalena    |

## Concesiones y proyectos
Actualmente la ruta posee los siguientes sectores en Concesión:

### Concesiones y proyectos actuales
| Código   | Sector                  | Tipo          | Cód. proyecto | Nombre Proyecto         | Concesionaria                         | Unidad Funcional | Etapa        | PR Inicial | PR Final | Longitud km. |
| -------- | ----------------------- | ------------- | ------------- | ----------------------- | ------------------------------------- | ---------------- | ------------ | ---------- | -------- | ------------ |
| 43HL02   | Casa Blanca - Neiva     | Concesión ANI | 4G017         | IP - Neiva - Girardot   | Autovía Neiva Girardot S.A.S          | UF 1             | Construcción | 10+0560    | 20+0054  | 9.49         |
| 43HL02-1 | EL Juncal - Casa Blanca | Concesión ANI | 4G017         | IP - Neiva - Girardot   | Autovía Neiva Girardot S.A.S          | UF 1             | Construcción | 0+0000     | 8+0962   | 8.96         |
| 4305     | Ibagué - Mariquita      | Concesión ANI | 4G015         | IP - Cambao - Manizales | Concesionaria Alternativas Viales SAS | UF 1; UF 2       | Construcción | 0+0000     | 105+0193 | 105.19       |